# Ministerium für Digitalisierung Luxemburg

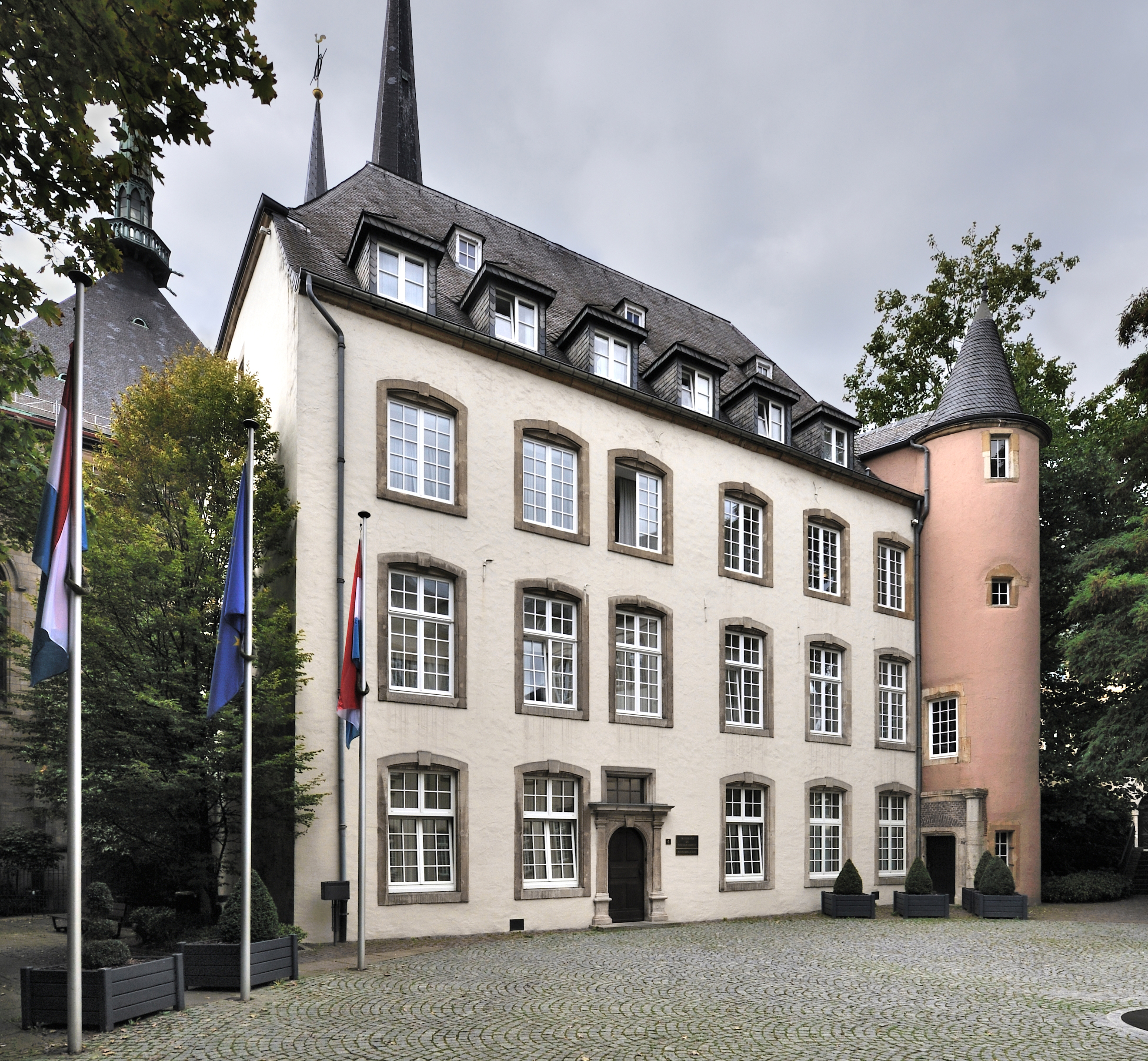
Sitz des Ministeriums im Hôtel Bourgogne, Luxemburg-Oberstadt

Das im Jahre 2018 geschaffene Ministerium für Digitalisierung (Ministère de la Digitalisation) setzt das Regierungsprogramm in Sachen Digitalisierung um.

## Kompetenz
Kompetenzen des Ministiums sind im großherzoglichen Beschluss vom 28. Mai 2019 festgelegt.
Dazu gehören unter anderem:
- hohes Komitee digitaler Transformation;
- Zentrum Informationstechnologie des Staats;
- Management des Konferenzzentrums der Regierung im Senninger Schloss.

Das Ministerium setzt verschiedene seiner Projekte auf eine Art un Weise um, die „offene Innovation“ genannt wird und definiert ist als „bewusster Ein- und Ausgang von Kenntnissen, um interne Innovation zu beschleunigen“.
Die Entwicklung der Digitalisierung und die digitale Revolution in der Gesellschaft haben die Verhältnisse zwischen Staat, Bürger und der Wirtschaft stark verändert. Überall verfügbarer Zugang zum Internet macht auch einen dauerhaften, direkten Zugang zu digitalen Services des Staates notwendig.
Zwecks Erreichung des Ziels  Digital Government liegt der Fokus auf vier Handlungsfeldern:
- Weiterentwicklung eGovernment,
- Voranbringen der Verwaltungsreform,
- Förderung der digitalen Inklusion,
- Gewährleistung Data Governance

## Liste de Minister
Minister seit Einführung des Ministeriums im Jahr 2018:
| Numm | Numm                            | von / bis  | von / bis  | Partei |
| ---- | ------------------------------- | ---------- | ---------- | ------ |
|      | Xavier Bettel (Premierminister) | 05.12.2018 | 17.11.2023 | DP     |
|      | Stéphanie Obertin               | 17.11.2023 | heute      | DP     |